# Онкович Ганна Володимирівна
Га́нна Володи́мирівна Онкович (нар. 1 січня 1944, Шагаєво, Горьківська область, РРФСР) — український науковець, доктор педагогічних наук, професор, завідувач відділу теорії та методології гуманітарної освіти Інституту вищої освіти Національної академії педагогічних наук України (Київ), відомий український лінгводидакт, медіапедагог, дослідник у галузі медіаосвіти. Досліджує проблематику медіадидактики (переважно на матеріалі преси та інтернет-джерел). Автор багатьох публікацій з тематики медіаосвіти, лінгводидактики, українознавства, педагогіки вищої школи. Учасниця і організатор ряду міжнародних наукових конференцій з педагогіки, медіакультури, журналістики та медіаосвіти. Членкиня Донецького відділення НТШ (2018), Національної Спілки журналістів України (2014).

## Життєпис

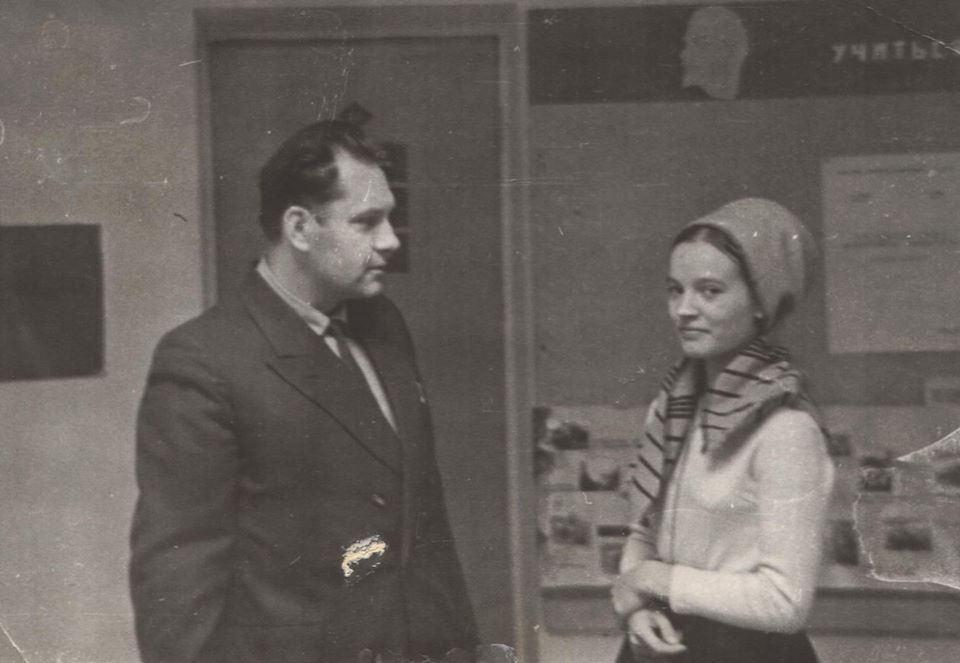
Професор архітектурного факультету Київського Інженерно-будівельного інституту Віктор Васильович Чепелик і Ганна Онкович. 1970 рік

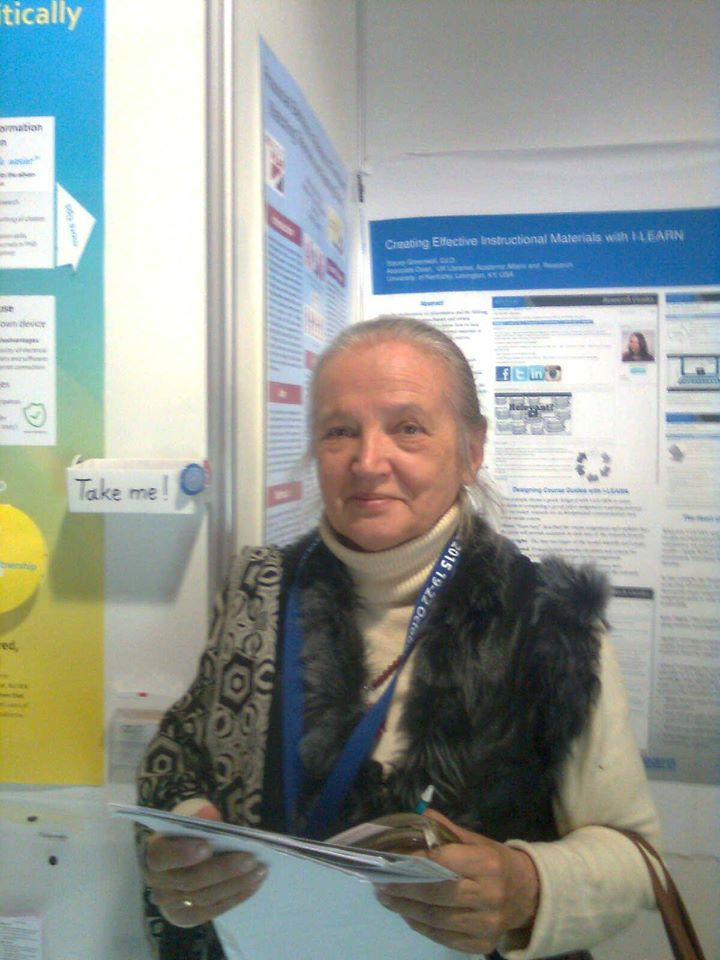
Онкович Г. В. на III конференції ECIL з інформаційної грамотності в Таллінні (жовтень, 2015) р.

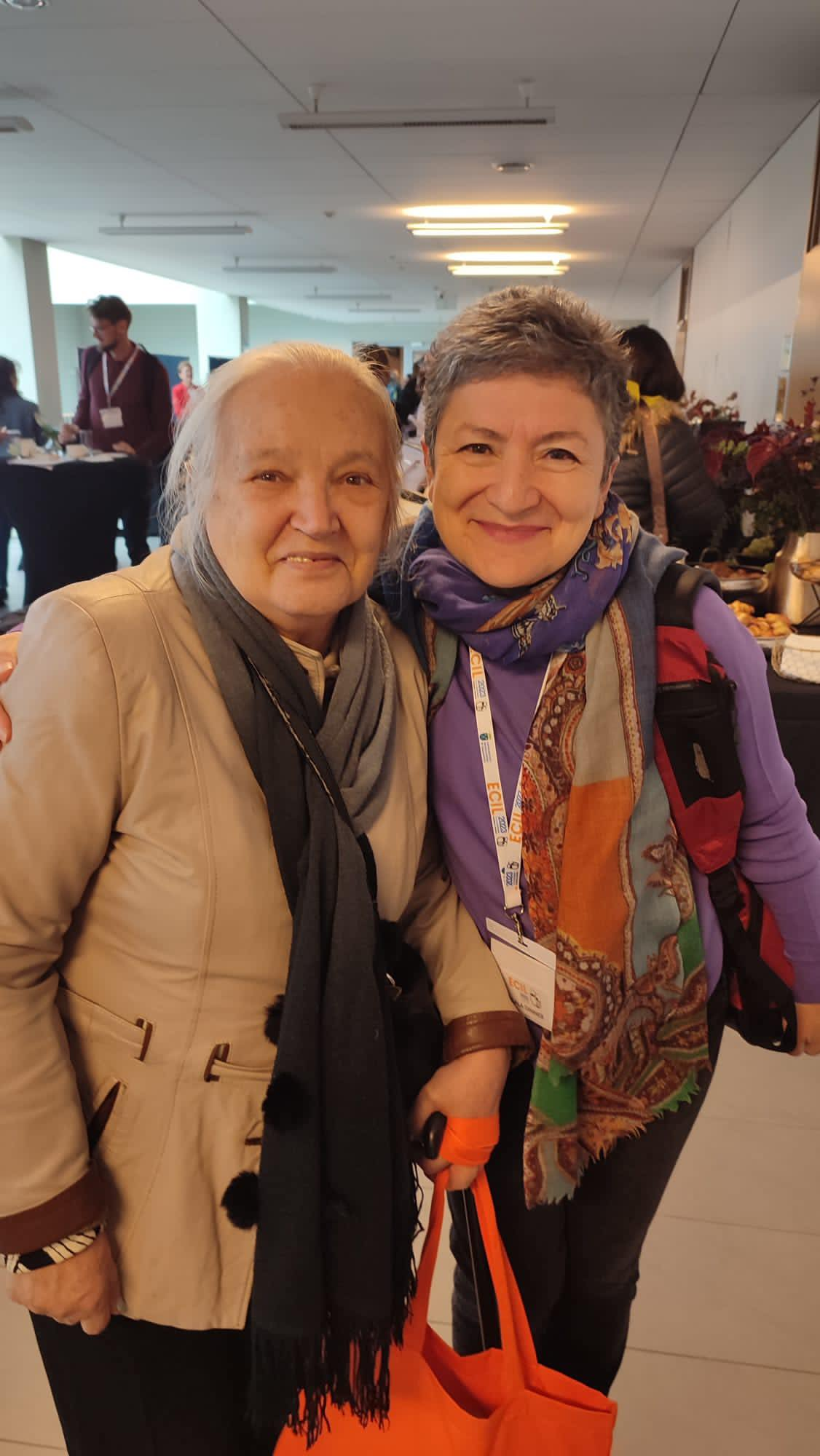
Проф. Ганна Онкович — член Оргкомітету Конференції ECIL від України і проф. Серап Курбаноглу із Туреччини — Ініціатор проведення конференцій ECIL на VIII конференції ECIL в м. Кракові (Польща) жовтень 2023 р.

Г. В. Онкович народилася 1944 року в Росії. Батько, учитель за фахом, перебував у діючій армії, мати працювала сільською фельдшеркою.
У 1961 р. закінчила київську школу № 147. Працювала у друкарні й видавництві Київського державного університету імені Т. Г. Шевченка. У 1963—1967 рр. — вчилася на факультеті журналістики Київського державного університету імені Тараса Шевченка, після закінчення якого працювала старшим лаборантом із виконанням обов'язків редактора багатотиражної газети Київського інженерно-будівельного інституту. У 1969—1971 рр. — викладач цього ж ВНЗ.
У 1971—1974 рр. — аспірантка філологічного факультету Київського державного університету імені Т. Г. Шевченка по кафедрі української літератури.
Професійна кар'єра після захисту кандидатської дисертації: старший викладач (1984), кандидат філологічних наук (1988), доцент (1989) кафедри російської, потім — російської та української мов Київського інженерно-будівельного інституту, доктор педагогічних наук
(1995), професор (1997).
Кандидатська дисертація (1988) — зі спеціальності 10.01.10 — журналістика — «Формирование информационных интересов средствами журналистики в процессе обучения русскому языку иностранцев».
Докторська дисертація (1995) — зі спеціальності 13.00.02 — теорія та методика навчання (української мови) — «Теоретичні основи використання засобів масової інформації у навчанні української мови студентів-нефілологів».
Професійна кар'єра після захисту докторської дисертації: доцент кафедри українознавства Київського державного технічного університету будівництва та архітектури (1995—1996 рр.), професор кафедри українознавства Державної академії керівних кадрів освіти (кол. УІПКККО) (1996—1998 рр.) та Інституту українознавства КНУ імені Тараса Шевченка, старший науковий співробітник Інституту педагогіки АПН України (1998 р.), професор Інституту розвитку людини (Відкритого міжнародного університету розвитку людини «Україна»), проректор з наукової роботи та керівник Центру україністики та культурології, завідувач кафедри журналістики, видавничої справи та редагування Відкритого міжнародного університету розвитку людини «Україна» (1999—2003 рр., за сумісництвом). З 2000 до 2015 рр. — завідувач відділу теорії та методології гуманітарної освіти Інституту вищої освіти НАПН України. За сумісництвом — професор кафедри видавничої справи та редагування Національного технічного університету України «КПІ». Від 2016 р. — завідувач кафедри психолого-педагогічної освіти та медіадидактики Миколаївського інституту післядипломної педагогічної освіти (МОІППО), завідувач науково-методичної лабораторії медіаосвіти, інструментальної медіадидактики та освітнього дизайну.
Від січня 2018 року — професор Київського медичного університету, завідувач науково-дослідницької лабораторії «Формування особистості студента» цього ж вишу.
Г. В. Онкович — академік Міжнародної академії наук педагогічної освіти (МАНПО) з 2009 р. й академік Академії міжнародного співробітництва з креативної педагогіки (Україна) з дня її заснування, редактор, член редколегій наукових фахових видань:
- «Обрії друкарства» (головний редактор)
- «Вища освіта України» — від дня заснування видання по 2015 р. заступник головного редактора,
- «Мова і культура»,
- «Дивослово»,
- «Наукові студії».
- Впродовж багатьох років очолювала корпункт журналу «Рідна школа» (США) в Україні.
- Член редколегії часопису WEST-EAST: Scientific Journal (Tbilisi, Georgia), з 2019 р[4].

Створила проект «Школа медіаосвіти на Кінбурні»
Започаткувала і активно пропагує нові форми поширення та популяризації книг (зокрема, через сторінки у ресурсі Фейсбук: «Книгоспалах-дидактика», «Книгоспалах: Ганна Онкович. Кульбабки», «Книгоспалах: Дмитро Онкович. Совість.»).

## Творчий доробок
Г. В. Онкович — автор і співавтор понад 20 монографій, 25 посібників та навчальних програм. Вона авторка понад 670 наукових, навчально- і науково-методичних праць (філологія, журналістика, методика викладання мови як іноземної, педагогіка, українознавство, медіаосвіта, медіадидактика), учасник ряду міжнародних конференцій в Україні, Білорусі, Болгарії, Грузії, Естонії, Китаї, Латвії, Молдові, Німеччині, Польщі, Росії, США, Туреччині, Угорщині, Узбекистані, Фінляндії, Франції, Хорватії. Член оргкомітету від України в Європейській конференції з інформаційної грамотності.
Окремі роботи підтримані Міжнародним Фондом «Відродження», зокрема, книга «Українська мова для іноземних студентів» — переможець конкурсу з трансформації гуманітарної освіти в Україні, який проводив Міжнародний фонд «Відродження».
Г. В. Онкович — науковий керівник 22 захищених кандидатських та консультант двох захищених докторських дисертацій.

### Вибрані праці Г. Онкович
- Онкович Г. В. Є. В. Федоренко — головний редактор часопису «Рідна школа» (США) / Онкович А. Д., Онкович Г. В. // Українська періодика: історія і сучасність: доп. та повідомл. Всеукр. наук.-теорет. конф., Львів, 24–26 жовт. 2003 р. / HAH України, Львів. наук. б-ка ім. В. Стефаника, НДЦ періодики ; за ред. М. М. Романюка. — Львів: [б. в.], 2003. — С. 913—919.
- Онкович Г. В. Векторы развития современного медиаобразования // Журналистика и медиаобразование — 2010 / Под ред. А. П. Короченского, М. Ю. Казак. Белгород: Изд-во БелГУ, 2010. С. 296—302. (рос.)
- Онкович Г. В. Медиаобразование: векторы развития // Педагогическое образование: вызовы XXI века. Ч. 1. М.: МАНПО, 2010. С. 322—338. (рос.)
- Онкович Г. В. Медиапедагогика и медиаобразование: распространение в мире // Дивослово. 2007. № 6. С. 2–4.
- Онкович Г. В. Медіаосвіта: сучасний стан і перспективи розвитку // Мова і культура: науковий журнал. 2009. Вип. 12. Т. ХІ (136). С. 39–45.
- Онкович Г. В. Медіаосвіта як інтелектуально-комунікативна мережа // Вища освіта України. 2008. № 3. Д. 1. С. 130—137.
- Онкович Г. В. Медіаосвіта як навчальна дисципліна // Вища освіта України. Дод. 4, т. 23. 2010. С. 483—493.
- Онкович Г. В. ХАТА: слово-тема і культурознак. Мовні стилі: навчальний посібник. — К.: ІВО АПН України, 2010. — 71 с.
- Онкович Г. В. Средства массовой коммуникации в терминологическом пространстве медиаобразования // Дивослово. 2007. № 5. С. 29–31.
- Медиадидактика: масс-медиа в учебном процессе по русскому языку как иностранному: [монография] / Анна Онкович. — Saarbrücken: LAP Lambert Academic Publishing, 2012. — 332 с.
- Білецький В. С., Онкович Г. В., Ткаченко М. В. Інженерна блогодидактика в навчальному процесі вищої школи (на прикладіпідготовки фахівців нафтогазової сфери)// PR и СМИ в Казахстане: сборник научных трудов. — Қазақстандағы PR және БАҚ: ғылыми еңбектер жинағы / сост. и гл. ред. Л. С. Ахметова. — Вып. 18. — Алматы: Қазақ университеті, 2020. — 426 с. ISBN 978-601-04-4546-8. -С. 155—171.
- Volodymyr Biletsky, Hanna Onkovych, Olha Yanyshyn. Media Education Technologies in Developing Students' Professional Competence// Tbilisi, Georgia: Publishing House «UNIVERSAL» / WEST-EAST: Scientific Journal. — 2019. Vol 2\2, № 1 (October, 2019)./ — С.110 — 114.
- Онкович Г. В. Светское и теологическое медиаобразование: [монография] / Федоров А. В., Онкович Г. В., Левицкая А. А. // Scholars' Press, 2018. — 320 с.
- Ганна Онкович, Володимир Білецький, Артем Онкович, Микола Ткаченко. Нове у вищій освіті: інженерна блогодидактика// Вища школа, 2019. № 1 (174). — С.26 — 33;
- Онкович А. Д. , Боголюбова М. М. Нове в медіаосвіті: мовно-педагогічна блогодидактика // Інновації та традиції у мовній підготовці іноземних студентів: тези доповідей міжнародного науково-практичного семінару. — Х. : Видавництво Іванченка І. С., 2018. — 336 с. — С.195 — 199. ISBN 978-617-7675-44-9
- Онкович Г., Ляліна О., Яцентюк М. Нове в медіаосвіті: медична блогодидактика // Інновації та традиції у мовній підготовці іноземних студентів: тези доповідей міжнародного науково-практичного семінару. — Х. : Видавництво Іванченка І. С., 2018. — 336 с. — С. 204—208. ISBN 978-617-7675-44-9.
- Онкович Г. В., Криворотенко О. Г. Педагогічна блогодидактика вчителів української мови та літератури // Проблеми освіти: збірник наукових праць. ДНУ «Інститут модернізації змісту освіти». Вінниця: ТОВ «ТВОРИ», 2019. — Вип. 92. — 252 с. — С. 82 — 88.
- Онкович Г. В., Онкович А. Д. Вікідидактика: формування і розвиток у системі професійної освіти // Вісник Житомирського державного університету імені Івана Франка. Педагогічні науки. — Житомир: Вид-во Євенок О. О., 2017. — Вип. 2 (88). — 311 с. — С. 208—212.
- Hanna Onkovych. Media Education Technologies in Developing Students' Professional Competence/ Volodymyr Biletsky, Hanna Onkovych, Olha Yanyshyn // WEST-EAST: Scientific Journal. — Tbilisi, Georgia: Publishing House «UNIVERSAL», 2019. — Т.2, № 1. — С. 110—114.
- Онкович Г. В., Адамія З. К., Онкович А. Д., Боголюбова М. М., Ляліна О. О. Нове в медіаосвіті: вебінародидактика // Сучасні аспекти науки: II-ий том колективної монографії / за ред. Є. О. Романенка, І. В. Жукової.  Київ; Братислава: ФОП КАНДИБА Т. П., 2020. 223 с.- С.172-189.
- Онкович Г. В. Інженерна блогодидактика у нафтогазовій справі // Білецький В. С., Онкович Г. В., Ткаченко М. В. Інженерна блогодидактика у нафтогазовій справі // Геотехнології, 2019. — Ч. 2. — С.55 — 63.
- Онкович Г., Боголюбова М., Флегонтова Н. Медіаосвіта як технологія при вивченні курсу «Українська мова за професійним спрямуванням» // Нові технології навчання: збірник наукових праць. ДНУ «Інститут модернізації змісту освіти». Київ, 2020. Вип. 94. 338 с. — С.253 — 259.
- Онкович Г. В. Медіадидактика вищої школи у розвитку професійних компетентностей майбутніх фахівців // Український інформаційний простір, 2020. — 1(5). — С.179-196.
- Онкович Г. В. Розвиток медіадидактики вищої школи: український досвід // Обрії друкарства, 2020. — № 1(8). — С. 130—150.
- Онкович Г. В., Мавдрик Н. О. Лінгвістичні ігри як форма розвитку мовної собистості // Мова і культура. (Науковий журнал). — К.: Видавничий дім Дмитра Бураго, 2019. –Вип. 22. — Т. II (197). — 484 с. — С. 431—442.
- Онкович Г. В., Онкович А.Д., Редько-Шпак Л. В. Вікідидактика: вікіурок «Міжнародний день рідної мови» в аудиторії іноземних студентів // Харків, ХНУРЕ, 2020.
- Онкович Г. В., Флегонтова Н. М., Ляліна О. О. Розвиток базових компетентностей студентів на заняттях з української мови як іноземної // Харків ХНУРЕ, 2020.
- 244. Новітні освітні технології сучасної медіадидактики: Колективна монографія // В. В. Агаркова, М. М. Боголюбова, О. М. Ляліна, А. Д. Онкович, Г. В. Онкович, Л. В. Редько-Шпак, Н. М. Флегонтова. / За наук. рел. д.п.н., проф. Г. В.  Онкович.  — Київ, 2021. — 156 с.

- Вікідидактика — Київ, 2016.
- Медіашкола професора Ганни Онкович [Архівовано 13 березня 2022 у Wayback Machine.]
- Медіадидактика професора Ганни Онкович
- Школа медіаосвіти на Кінбурні
- Вуличне мистецтво: медіаосвітній контекст. Ганна Онкович, Артем Онкович. К., 2016. [Архівовано 28 грудня 2019 у Wayback Machine.]
- Педагогічна блогодидактика.– Київ, 2017.
- Українська абетка з текстів, де всі слова на одну літеру. — Київ, 2017.
- Медіадидактика вуличного мистецтва. — Київ, 2017.
- Книгоспалах-дидактика
- Книгоспалах: Ганна Онкович. Кульбабки
- Книгоспалах: Дмитро Онкович. Совість.
- Науково-долідницька лабораторія розвитку особистості студента
- Педагогічна блогодидактитка
- Медична блогодидактика
- Стоматологічна блогодидактика
- Фармацевтична блогодидактика

### Окремі статті
- Horizontal and Vertical Vectors of Modern Media Didactics [Electronic resource] / Anna Onkovich // The current state of mediaeducation in Russia in the context of worldtrends. — Textdata. — Moscow, 2013. — P. 72–78. — Modeofaccess: http://www.aup.com.ua/uploads/Conference 2013_Eng.pdf#page=72.
- Oriented Media Education / Anna Onkovich // Worldwide Commonalities and Challenges in Information Literacy Research and Practice: European Conference on Information Literacy, ECIL 2013, Istambul, Turkey, October 22–25, 2013 ; Revised Selected Papers ; Diane Mizrachi, Raiph Catts, Sonja Spiranec (Eds.). — Springer, 2013. — P. 282—287.
- Media Didactics in Higher Education: Oriented Media Education Electronicresource] / Anna Onkovich // Worldwide Commonalities and Challenges in Information Literacy Research and Practice. — Textdata. — Springer International Publishing, 2013. — P. 282—287. — Modeofaccess: http://link.springer.com/chapter/10.1007/978-3-319-03919-0_36 [Архівовано 16 січня 2017 у Wayback Machine.].
- Vectors of Modern Media Education Development / G. V. Onkovych // Modern Tendencies in Pedagogical Science of Ukraine and Israel: the wayto integration. — Ariel (Ariel University Center of Samaria), Israel, 2014. — Issue 5. — P. 385—292.
- Hanna Onkovych. EDUCATIONAL COMICS AS MEDIA EDUCATION TECHNOLOGIES // Hanna Onkovych, Artem Onkovych. verbaluri komunikaciuriteqnologiebi — 5. VERBAL COMMUNICATION TECHNIQUES — INTERNATIONAL CONFERENCE PROCEE. — Тбілісі: Грузинський технічний університет, 2016. — С. 171—177.

## Звання, відзнаки та нагороди

Ганна Володимирівна Онкович має ряд державних і відомчих нагород:
- «Відмінник освіти України»[14].
- медаль «Ветеран праці» СРСР,
- медаль до 1500-ліття м. Києва,
- найвища відзнака НАПН України — медаль К. Д. Ушинського.
- За рейтинговим голосуванням газети «Освіта» професора Ганну Онкович за заснування та ефективне втілення в життя інноваційного проекту «Школа медіаосвіти на Кінбурні» визнано кращим освітянином року — лауреатом відзнаки «Засвіти вогонь»[15].
- Подяка Наукового Товариства імені Шевченка за вагомий особистий внесок у розвиток Товариства, з нагоди його 150-річчя. 16 грудня 2023 р. Львів.
- Пам'ятна медаль «Микита Шаповал» Донецького відділення НТШ, посвідчення № 14 від 23 грудня 2023 р. з нагоди 150-річчя НТШ.

Ганна Володимирівна Онкович — п'ятикратний переможець конкурсу за програмою «Трансформація гуманітарної освіти в Україні», ініційованої Фондом «Відродження» (1994)[джерело?].

## Інтернет-ресурси
- Медиапедагоги и теоретики медиакультуры зарубежных стран: энциклопедический справочник [Архівовано 16 січня 2017 у Wayback Machine.] (рос.)
- НАЦІОНАЛЬНА АКАДЕМІЯ ПЕДАГОГІЧНИХ НАУК УКРАЇНИ. ІНСТИТУТ ВИЩОЇ ОСВІТИ. ОНКОВИЧ ГАННА ВОЛОДИМИРІВНА [Архівовано 16 січня 2017 у Wayback Machine.]
- ЕСУ Онкович Ганна Володимирівна
- Alexander Fedorov. MEDIA EDUCATION IN RUSSIA AND UKRAINE: COMPARATIVE ANALYSIS OF THE PRESENT STAGE OF DEVELOPMENT (1992—2012) [Архівовано 30 жовтня 2018 у Wayback Machine.] //
- Федоров А. В., Левицкая А. А., Челышева И. В., Мурюкина Е. В., Григорова Д. Е., Медиаобразование в странах Восточной Европы. // М.: МОО. «Информация для всех», 2014. 140 c.
- Сторінка Онкович Г. В. на Google Академія [Архівовано 22 січня 2018 у Wayback Machine.]
- Сторінка Онкович Г. В. на www.scopus.com
- orcid 0000-0001-9493-9104 Сторінка Онкович Г. В. [Архівовано 20 жовтня 2018 у Wayback Machine.]
- Онкович Ганна Володимирівна на сторінці Віртуального музею Інституту журналістики
- Сторінка Онкович Г. В. на www.researchgate.net [Архівовано 23 лютого 2019 у Wayback Machine.]
- Лекція Г.Онкович на ВЕБІНАРІ: Медіаграмотність: Соціальні мережі у розвитку і саморозвитку вчителя [Архівовано 15 січня 2020 у Wayback Machine.]